# Ali El-Hassani
Ali El-Hassani (in arabo على فهمي الحسني‎?; Il Cairo, gennaio 1897 – 1976) è stato un calciatore egiziano, di ruolo centrocampista.

## Carriera

### Nazionale
Con la nazionale egiziana partecipò ai Giochi olimpici di Anversa, a quelli di Parigi e a quelli di Amsterdam.